# 290156 Houde
290156 Houde è un asteroide della fascia principale. Scoperto nel 2005, presenta un'orbita caratterizzata da un semiasse maggiore pari a 2,3901306 au e da un'eccentricità di 0,1874856, inclinata di 5,73014° rispetto all'eclittica.